# Costișa de Sus, Vrancea
Costișa de Sus (în trecut, Valea Rea de Sus) este un sat în comuna Tănăsoaia din județul Vrancea, Moldova, România.